# أسماء بنت النعمان
أسماء بنت النعمان بن الحارث بن شراحيل وقيل بنت النعمان بن الأسود بن الحارث بن شراحيل الكندية. قال أبو عمر أجمعوا أن رسول الله تزوجها واختلفوا في قصة فراقها إلى أن قال قال قتادة هي أسماء بنت النعمان من بني الحارث لما أدخلت عليه دعاها فقالت تعال أنت وأبت أن تجئ قال قتادة وقيل إنها قالت له أعوذ بالله منك فقال قد عذت بمعاذ وهذا باطل إنما قالت هذا امرأة أخرى من بني سليم.
أسماء بنت النعمان بن الجون بن شرحبيل وقيل أسماء بنت النعمان بن الأسود بن الحارث بن شراحيل بن النعمان بن كندة أجمعوا أن رسول الله تزوجها واختلفوا في قصة فراقه لها فقال بعضهم لما دخلت عليه دعاها فقالت تعال أنت وأبت أن تجيء هذا الاستيعاب. قول قتادة ووأبي عبيدة قال قتادة وهي أسماء بنت النعمان من بني الجون وزعم بعضهم أنها قالت له أعوذ بالله منك فقال قد عذت بمعاذ وقد أعاذك الله مني فطلقها.
قال قتادة وهذا باطل إنما قال هذا لامرأة جميلة تزوجها من بني سليم فخاف نساؤه أن تغلبهن على النبي فقلن لها إنه يعجبه أن تقولي له أعوذ بالله منك فقالت لما دخلت عليه أعوذ بالله منك قال قد عذت بمعاذ وقال أبو عبيدة كلتاهما عاذتا بالله منه.
وقال عبد الله بن محمد بن عقيل بن أبي طالب ونكح رسول الله امرأة من كندة وهي الشقية التي سألت رسول الله أن يردها إلى قومها وأن يفارقها ففعل وردها مع رجل من الأنصار يقال له أبو أسيد الساعدي.
وقال آخرون كانت أسماء بنت النعمان الكندية من أجمل النساء فخاف نساؤه أن تغلبهن عليه فقلن لها إنه يحب إذا دنا منك أن تقولي له أعوذ بالله منك فلما دنا منها قالت إني أعوذ بالله منك فقال قد عذت بمعاذ فطلقها ثم سرحها إلى قومها وكانت تسمي نفسها الشقية.
وقال الجرجاني النسابة صاحب كتاب الموفق أسماء بنت النعمان الكندية هي التي قالت لها نساء النبي إن أردت أن تحظي عنده فتعوذي بالله منه فلما دخل عليها قالت أعوذ بالله منك فصرف وجهه عنها وقال الحقي بأهلك فخلف عليها المهاجر بن أبي أمية المخزومي ثم خلف عليها قيس بن مكشوح المرادي.
وقال آخرون التي تعوذت بالله من النبي هي من سبي بني العنبر يوم ذات الشقوق وكانت جميلة وأراد النبي أن يتخذها فقالت له هذا. وقال آخرون بل كان بأسماء وضح كوضح العامرية ففعل بها مثل ما فعل بالعامرية وذكر ابن وهب عن يونس عن ابن شهاب قال وفارق رسول الله أخت بني الجون من أجل بياض كان بها.
قال أبو عمر الاختلاف في الكندية كثير جدا منهم من يقول هي أسماء بنت النعمان ومنهم من يقول هي أميمة بنت النعمان ومنهم من يقول أمامة بنت النعمان واختلافهم في سبب فراقها على ما رأيت والاضطراب فيها وفي صواحبها اللواتي لم يجتمع عليهن من أزواجه اضطراب عظيم على ما ذكرنا كثيرا منه في صدر هذا الكتاب والحمد لله.

## طالع كذلك
- ^دار الارقم بن أبي الارقم، باب السلف الصالح صدقوا ما عاهدوا الله عليه  - حكماء وعلماء وفلكيون وادباء ومفكرون وخلفاء ومبدعون مسلمون.
- حفيدات أمهات المؤمنين.
- سيرة الصحابيات وأمهات المؤمنين.